# Rāh Sefīd
Rāh Sefīd (persiska: راه سفید) är en ort i Iran.   Den ligger i provinsen Ilam, i den västra delen av landet, 500 km väster om huvudstaden Teheran. Rāh Sefīd ligger 1 027 meter över havet och antalet invånare är 181.
Terrängen runt Rāh Sefīd är huvudsakligen lite bergig. Rāh Sefīd ligger nere i en dal. Runt Rāh Sefīd är det ganska tätbefolkat, med 149 invånare per kvadratkilometer. Närmaste större samhälle är Īlām, 14,1 km sydost om Rāh Sefīd. Omgivningarna runt Rāh Sefīd är i huvudsak ett öppet busklandskap.